# Gromshin Heights
Die Gomshin Heights (englisch; bulgarisch Громшински възвишения Gromschinski waswischenija) sind ein in nordsüdlicher Ausrichtung 35 km langes, 20 km breites und im Mount Mogensen bis zu 2790 m hohes Gebirge im westantarktischen Ellsworthland. Auf der Ostseite der nördlichen Sentinel Range im Ellsworthgebirge ragt es westlich des Rutford-Eisstroms sowie nördlich und östlich des Newcomer-Gletschers auf. Das Zentrum des u-förmigen Gebirgszugs wird durch den Witscha-Gletscher entwässert. Verbindungen bestehen über den Skamni Saddle nach Nordwesten zum Mount Wyatt Earp sowie nach Norden zum Mount Weems über das Kipra Gap.
US-amerikanische Wissenschaftler kartierten das Gebirge 1961. Die bulgarische Kommission für Antarktische Geographische Namen benannte es 2014 nach der Ortschaft Gromschin im Nordwesten Bulgariens.